# Viện hàn lâm Khoa học Nhân văn Úc
Viện hàn lâm Khoa học Nhân văn Úc (tiếng Anh: Australian Academy of the Humanities) được thành lập bởi Royal Charter (Hiến chương Hoàng gia) năm 1969 nhằm thúc đẩy sự tiến triển của khoa học nhân văn ở Úc.
Viện là một tổ chức phi chính phủ, được chính phủ Úc tài trợ một phần, do một Hội đồng viện sĩ quản lý và một Nha thư ký điều hành. Viện có hơn 400 viện sĩ (và 71 viện sĩ danh dự) thuộc các môn khoa học nhân văn ở trong nước hoặc ở nước ngoài.
Việc bầu cử viện sĩ diễn ra trong đại hội hàng năm, theo sự đề cử của Hội đồng quản trị dựa trên tư vấn của 10 tiểu ban.
Chủ tịch Viện hiện nay là giáo sư Ian Donaldson, được bầu tháng 11 năm 2007. Tính tới ngày 31.12.2009, Viện có 515 viện sĩ, trong đó có 397 viện sĩ có quyền bỏ phiếu, 47 viện sĩ nước ngoài và 71 viện sĩ danh dự.
Nhằm mục đích trên, Viện hàn lâm Khoa học Nhân văn Úc hỗ trợ:
- Việc nghiên cứu khoa học nhân văn, thông qua các hội nghị, hội thảo và các giải thưởng.
- Hỗ trợ việc phổ biến các kết quả nghiên cứu trong khoa học nhân văn thông qua việc trợ cấp cho xuất bản và thông tin trên các phương tiện truyền thông đại chúng.
- Cung cấp tư vấn cho chính phủ, ngành công nghiệp, truyền thông và cộng đồng về những vấn đề liên quan tới khoa học nhân văn.
- Duy trì sự hợp tác với các cơ quan, tổ chức có liên quan tới sự thịnh vượng của văn hóa dân tộc.
- Duy trì các mối liên hệ và giao lưu với các tổ chức quốc tế trong lãnh vực khoa học nhân văn.

Dưới đây là 10 tiểu ban chuyên ngành của Viện: 
- Nghiên cứu châu Á
- Nghiên cứu Lịch sử, Văn hóa, Triết học Cổ đại
- Nghiên cứu văn hóa và Nghiên cứu truyền tin
- Nghiên cứu ngôn ngữ và văn hóa Anh
- Nghiên cứu ngôn ngữ và văn hóa châu Âu
- Lịch sử
- Ngôn ngữ học
- Triết học, Tôn giáo và Lịch sử tư tưởng
- Tiền sử và Khảo cổ học
- Nghệ thuật